# José Luis Chávez Botello
José Luis Chávez Botello (* 8. Februar 1941 in Tototlán) ist ein mexikanischer Geistlicher und emeritierter römisch-katholischer Erzbischof von Antequera, Oaxaca.

## Leben
José Luis Chávez Botello empfing am 8. Dezember 1969 die Priesterweihe.
Papst Johannes Paul II. ernannte ihn am 21. Februar 1997 zum Weihbischof in Guadalajara und Titularbischof von Cova. Der Erzbischof von Guadalajara, Juan Kardinal Sandoval Íñiguez, spendete ihm am 19. März desselben Jahres die Bischofsweihe; Mitkonsekratoren waren Girolamo Prigione, Apostolischer Nuntius in Mexiko, und Adolfo Hernández Hurtado, Weihbischof in Guadalajara.
Am 16. Juli 2001 wurde er zum Bischof von Tuxtla Gutiérrez ernannt. Am 8. November 2003 wurde er zum Erzbischof von Antequera, Oaxaca ernannt und am 8. Januar des nächsten Jahres in das Amt eingeführt.
Papst Franziskus nahm am 10. Februar 2018 seinen altersbedingten Rücktritt an.